# János Urányi
János Urányi (Balatonboglár, 24 giugno 1924 – Budapest, 23 maggio 1964) è stato un canoista ungherese.

## Palmarès

### Olimpiadi
- 1 medaglia:
  - 1 oro (Melbourne 1956 nel K2 10000 metri)

### Mondiali
- 2 medaglie:
  - 1 oro (Praga 1958 nel K2 10000 metri)
  - 1 bronzo (Macon 1954 nel K4 10000 metri)